# Eddie Munster
Edward Wolfgang Munster (mais conhecido como Eddie) é um personagem da série de televisão The Munsters. No série original de 1964-1966 foi interpretado por Butch Patrick.